# Cova d'Osselle
La cova d'Osselle (en francés: Grotte d'Osselle) és una gruta de França que destaca pels seus fenòmens geològics, per la varietat de cristal·litzacions i coloracions, i pels seus tresors històrics i prehistòrics. Està constituïda per 15 sales, té 8 km de longitud i es troba prop d'Osselle, situada entre els departaments de Doubs i Jura.

## Història
Descoberta al segle xiii, la cova d'Osselle, que es visita des del 1504, és, juntament amb la cova d'Andíparos a Grècia, la cova més antiga turística coneguda.
El trajecte de visita s'efectua sobre camins de ciment quasi plans. L'intendent Moreau de Beaumont feu construir-hi un pont que salvava un riu subterrani el 1751.
La temperatura de la cova és constant i arriba a 13 °C. També és la necròpoli més important del món de l'os de les cavernes que vivia fa 50.000 anys (se n'han trobat a la cova entre 2.000 i 3.000 esquelets).
Durant la Revolució francesa serví de refugi a sacerdots refractaris perseguits i s'hi pot veure encara un altar d'argila que utilitzaven per llegir la missa.

## Galeria d'imatges

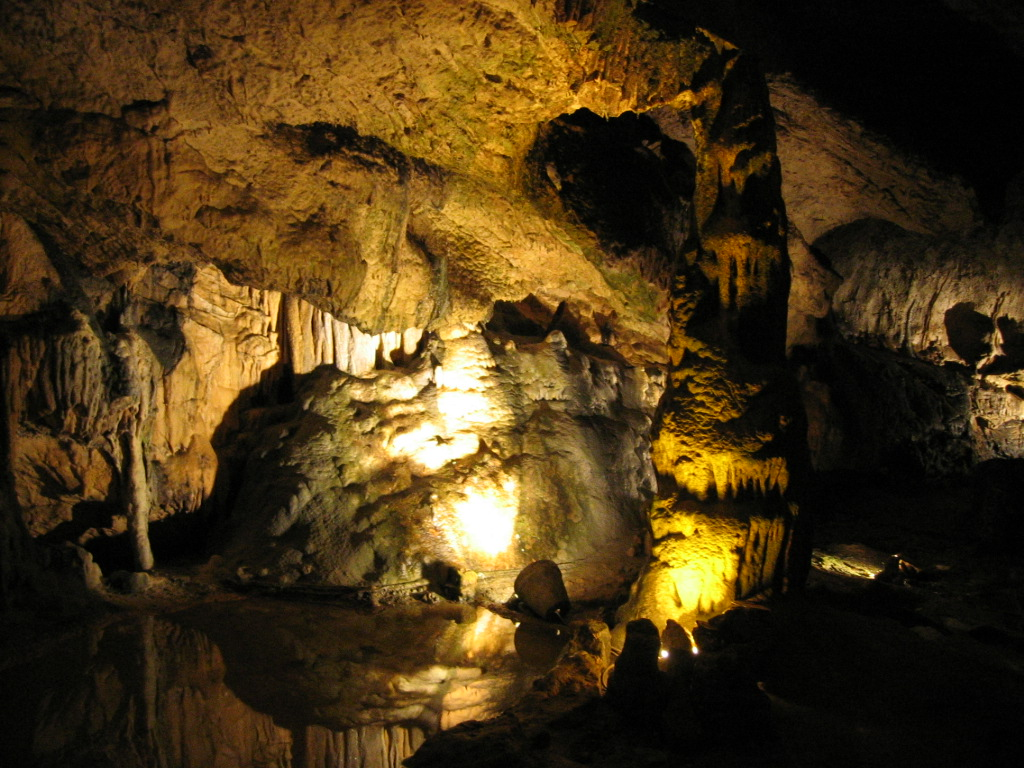
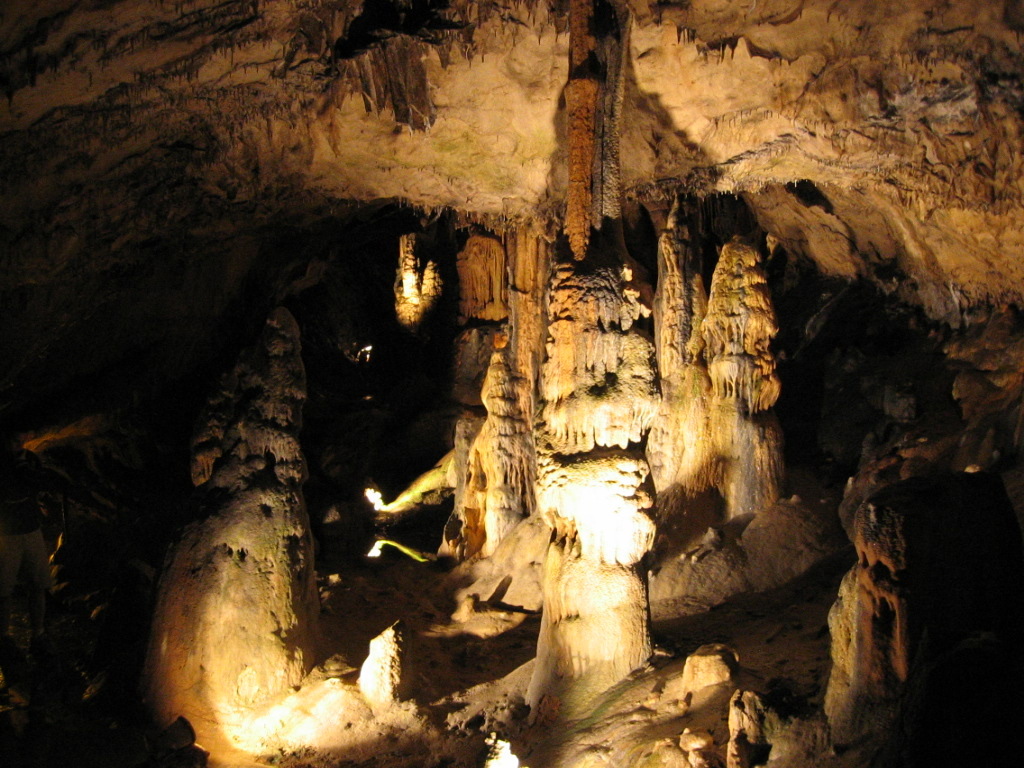
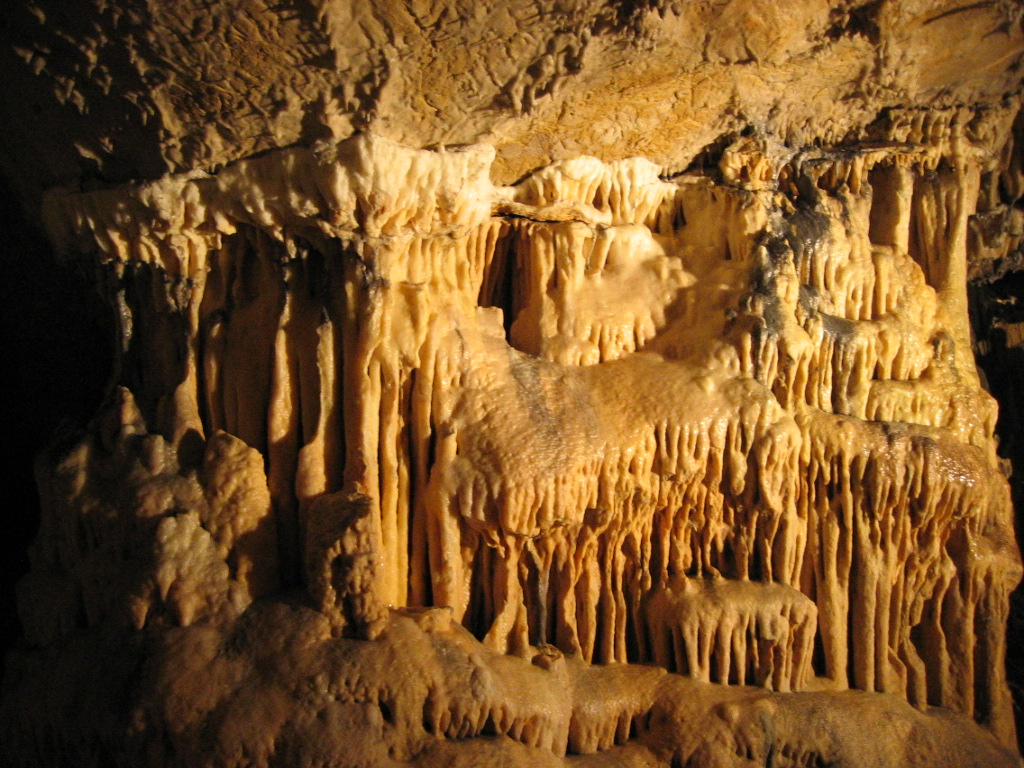
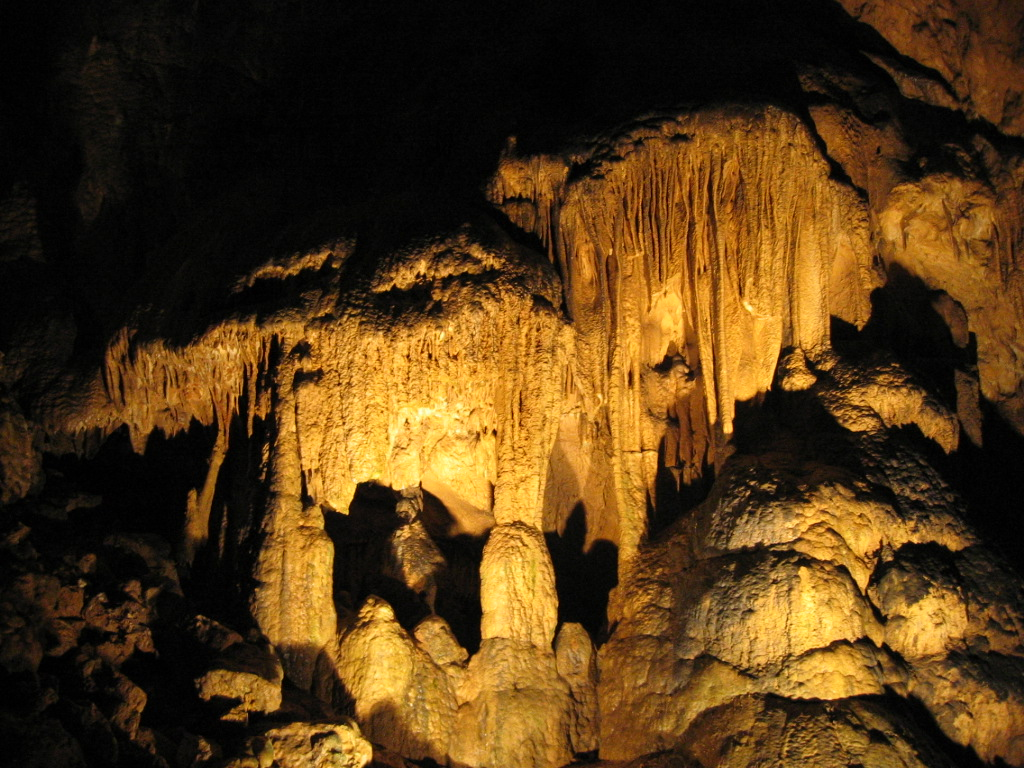
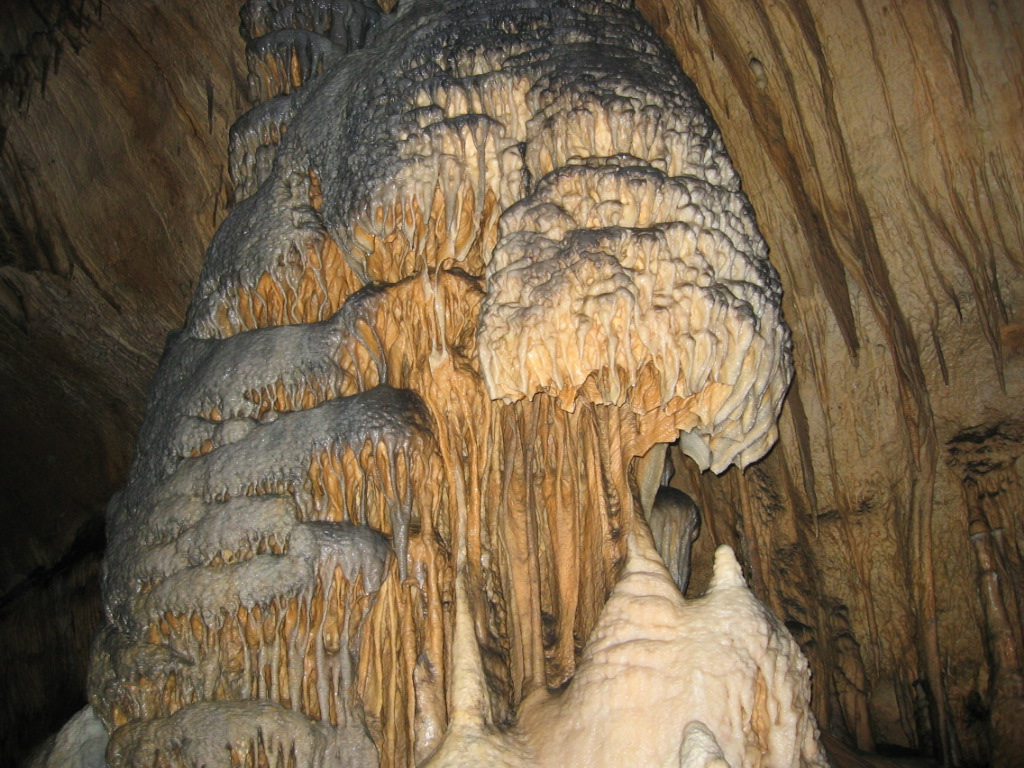

La longitud de les galeries sobrepassa hui els 8 km, dels quals 1.300 m són visitables. Al maig de 1967, s'hi descobrí una galeria verge, de prop de 400 m, després de perforar dos túnels en la roca. Està en curs d'adaptació.